# Молодый, Вадим Амиадович

Как мысь бежит по лапчатым ветвям,

скрываясь от бездушного прицела,

как воин хана, мчащий по степям,

в награду ждет нетронутое тело,

как Ярославна плачет над рекой,

как Игорь-князь зализывает раны,

так серым волком я меняю страны,

в надежде тщетной обрести покой…

                               Вадим Молодый

Вадим Амиа́дович Моло́дый (род. 4 июня 1947, Москва) — советский, русский поэт, эссеист, издатель.

## Биография
Окончил Второй московский медицинский институт им. Н. И. Пирогова. Врач-психиатр, юнгианский аналитик, область научных интересов — психопатология творчества.
Был сотрудником и автором ежемесячной газеты «Совершенно секретно», вёл на московском телевидении передачи «Из мастерской художника».
Внук Т. К. Молодого, племянник К. Т. Молодого.
В 1990 году В. Молодый уехал в США и поселился в Чикаго, штат Иллинойс, откуда возвратился на родину 27 лет спустя (в 2017 г.).
Являлся главным редактором и автором альманаха «Слова, слова, слова». (Изданы два номера альманаха: Слова, слова, слова : альманах. — М. : Водолей, 2014. — № 1. — 504  с. — ISBN 978-5-91763-224-7. ; Слова, слова, слова : альманах. — М. : Водолей, 2014. — № 2. — 504  с. — ISBN 978–5–91763–279–7.)
Состоял редактором и был среди авторов альманаха «Плавучий мост» (Waldemar Weber Verlag, Augsburg) и альманаха «Зарубежные задворки», издающегося с 2013 года в Дюссельдорфе (Германия). Печатается в США, нескольких европейских странах и России.
Создал и долгое время вёл отдел «Антология поэзии» в чикагском еженедельнике «Reklama».
Участник антологии «45: русской рифмы победный калибр», вышедшей в издательстве АГРУС.
Стихотворения Вадима Молодого переводились на английский и исландский языки.
Наибольшее влияние, по словам Вадима Молодого, оказали на него Феликс Трофимович Михайлов, профессор-психиатр Анатолий Кузьмич Ануфриев, Михаил Леонович Гаспаров, о. Александр Мень и писательница И. Грекова.
Литературной работе Молодого дали высокую оценку Сергей Александровский, Евгений Витковский, Ксения Драгунская, Ольга Кольцова, Александр Кузьменков и многие другие.
В. Молодый считает себя независимым автором: «Ни в каких союзах, объединениях, студиях, клубах и пр. не состою, ни к какому течению не примыкаю, в конкурсах, чемпионатах, состязаниях и поэтических боях не участвую».

## Главные публикации
- Стихи. Чикаго: Art 40, 2010. ISBN 978-1-4507-1672-7. (с иллюстрациями Бориса Заборова). ISBN 978-1-4507-1672-7.
- Споры с Мнемозиной. — М.: Водолей, 2013. ISBN 978-5-91763-130-1.
- Посвящения. — М.: Водолей, 2015. ISBN 948-1-5077-8262-0.
- Тебе. — Чикаго: 2016. ISBN 580-1-8995-0005-0.
- Беспомощность земного языка. — Чикаго, 2015 ISBN 978-1-5194-5578-9.
- Точка <не>возврата. — М.: Водолей, 2018. ISBN 978-5-9176-3403-6.

## Из отзывов о творчестве
Это поэт для искушённого читателя — не в силу формальных экспериментов со стихом, словотворчества или затейливых тропов. У В. М. практически нет ни того, ни другого, ни третьего… Зато Молодый наделён зрением матёрого сюрреалиста. Лучше всего характеризовать его методу фразой Лорки: «результат перетасовки форм, смыслов и ролей, закреплённых за предметами или идеями в реальности»…
Молодый требует вдумчивого, на грани экзегезы, прочтения, — но кто обещал, что будет легко?
— Александр Кузьменков. Из предисловия к книге В. Молодого «Посвящения»

Вадим Молодый вырос как поэт в русле классического понимания поэзии. В своих стихотворениях он предстаёт носителем глубоко русской традиции говорить сразу обо всём, — каждое стихотворение это не только «картинка с выставки», зарисовка, эмоциональный всплеск, но и цепочки ассоциаций, парафразы, скрытые цитаты, отсылающие нас к предшественникам, в мировую поэзию и прозу. Это и разговор о языке, и отсылки к мифам Эллады, и реминисценции Средневековья — синтез, симбиоз, органичная речь человека, для которого вся европейская (да и не только европейская) культура является естественной средой обитания, родным домом, местом, куда автор приходит для осмысления современной жизни. < . . .>
Творчество Вадима Молодого элитарно и глубоко эзотерично; он пишет не о событиях внешнего мира, а о той, выходящей за пределы физического бытия реальности, прикоснуться к которой дано немногим. Поэтому понять и оценить его стихи сможет лишь по-настоящему образованный и культурный читатель, чувствующий иллюзорность и лживость того, что «дано нам в ощущениях». Но в то же время это «разговоры запросто», в которых «от малого до великого» и от низкого до высокого даже не шаг, а слог, тире, перенос строки…
— Илья Будницкий. Из предисловия к книге В. Молодого «Споры с Мнемозиной»

Думается, читатель обратит внимание на то, что сплошь и рядом Вадим Молодый посвящает свои стихи не памяти ушедших поэтов, а им самим — словно те по-прежнему пребывают меж ныне здравствующих: «Георгию Иванову. Борису Поплавскому» и т. д. Точно так же ставил когда-то посвящения мудрый вестник Владимир Соловьёв — неназойливо подчёркивая свою неколебимую веру в бессмертие души. Для Молодого это не механически заимствованный художественный ход, а столь же тонкий поэтический приём, утверждающий единство бытия земного с инобытием: нерасторжимую — пусть и не всегда ощутимую, связь различных слоёв, из коих состоит мироздание…
Одна из особенностей, присущих творчеству Молодого — виртуозное умение пользоваться литературной контаминацией, вкраплять и «вживлять» в свои тексты отдельные строки и фрагменты классических произведений, давая общеизвестным мыслям и образам новое и нежданное звучание.
— Сергей Александровский. «На тёмных тропах тайных измерений»